# Patricia Font
Patricia Font (Barcelona, 3 de enero de 1978) es una directora de cine, escritora y guionista española. Ha trabajado para cine y televisión.

## Trayectoria
Patricia Font se graduó en la  Escuela Superior de Cine y Audiovisuales de Cataluña (ESCAC) y ha trabajado como directora y guionista de cine y televisión.
Ha realizado comedia y drama.  
Con la película El maestro que prometió el mar, donde narra la vida de Antonio Benaiges, su forma de enseñar y entender la escuela (método Freinet), quién fue fusilado por las milicias falangistas con ocasión del Golpe de Estado de 1936  del general Franco, y su cuerpo arrojado a una fosa común en los Montes de la Pedraja, también rinde un homenaje y reconocimiento a todas las personas desaparecidas y a las asociaciones que están trabajando por la recuperación des sus restos y de su memorias.

## Filmografía

### Directora
Como directora ha dirigido películas y series.
Pulseras rojas. Temporada 2. Episodios 9 - 10 - 11 - 13 (2013)
Citas. Temporada 1. Episodios:  2 - 3 - 6 - 9 (2015)
Citas. Temporada 2. Episodios: 2 - 4 - 5 - 7 - 9 - 11 - 13 (2016)
Gente que viene y bah (2019)
La templanza, temporada 1. (2021)
Citas Barcelona, temporada 1. (2023)
El maestro que prometió el mar (2023)  
Pared con pared (2024)

### Guionista
Ha sido guionista de Cites en Temporada 1 y 2

## Premios y reconocimientos
Ha recibido los premios y nominaciones:
Premios Goya: 
- En 2015 en la categoría Mejor cortometraje de ficción fue ganadora por Café para llevar

La película El maestro que prometió el mar fue nominada a 7 candidaturas
Premios Feroz
- 2017 fue nominada a Mejor serie de comedia por Citas

Premios Gaudí
- 2015 fue nominada a Mejor cortometraje por Café para llevar

- 2024 Recibió el  Premio del Público por El maestro que prometió el mar ,resultó ganadora y nominada a Mejor película en lengua no catalana por El maestro que prometió el mar

En 2023 en el Festival Cine por Mujeres Madrid resultó ganadora a Mejor película española por El maestro que prometió el mar.